# 堀川站
- 關於曾經存在的國鐵伊田線之貨物車站，請見「堀川站 (福岡縣)」。
- 關於曾經存在的名鐵瀨戶線車站，請見「堀川站 (愛知縣)」。

堀川站（日语：／ Horikawa eki */?）是位於熊本縣熊本市北區八景水谷一丁目，熊本電氣鐵道的菊池線車站。車站編號為KD12。

## 歷史
- 1913年（大正2年）8月26日 - 車站啟用。
- 1979年（昭和54年）8月1日 - 結束貨物起卸業務。
- 1984年（昭和59年）2月1日 - 結束小行李起卸業務。
- 1985年（昭和60年）5月1日 - 不再發售車票，改為發行整理券。
- 1988年（昭和63年）4月11日 - 隨著引入自動閉塞裝置（電子符號照査式），此站成為無人車站。售票業務委托子公司熊本電鐵觀光負責。
- 2015年（平成27年）4月1日：此站可以使用交通系IC卡「熊本地域振興IC卡（日语：熊本地域振興ICカード）（熊本熊之IC CARD）」[1]。
- 2019年（令和元年）10月1日：此站引入車站編號[2]。

## 車站構造

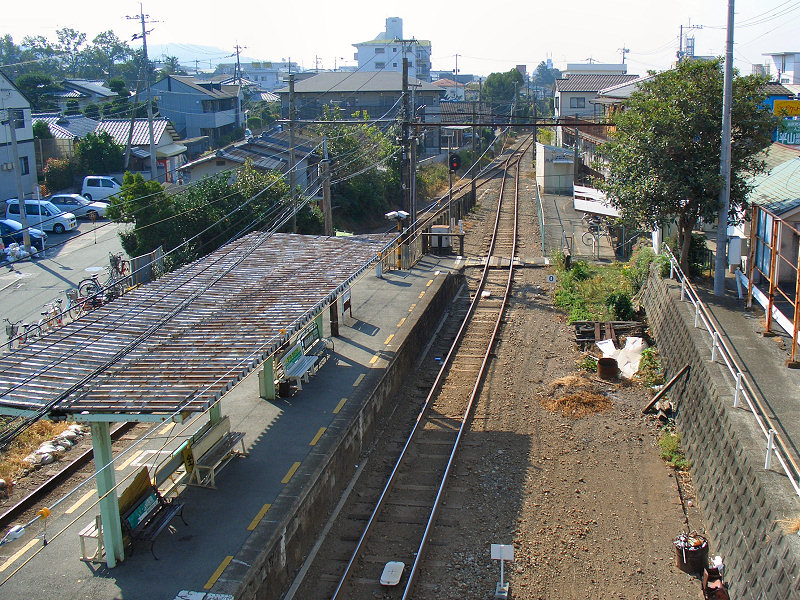
月台和站內。右邊的空地曾經設有留置線，後方的單車停泊場是貨物側線遺址。

車站是一座地面車站，設有1面2線的島式月台。此站是無人車站。在御代志至菊池之間還未廢止前的1980年代前期，當時設有定期列車行走於藤崎宮前站至此站之間，當時也有留置線用作停泊列車和夜間停泊。現時，1號月台御代志方向可用作折返之用。在1979年前，站內設有貨物起卸業務，並設有數條留置線和側線。
此站設有熊本電鐵少有的有人車站大樓，但是現時站內沒有熊本電鐵職員當值，只有熊本電鐵觀光職員當值，負責管理車站和發售定期票。
此站設有IC卡讀卡機（只限入閘），為了方便車站後方出口的乘客，因此該讀卡機設置於月台上。
- 櫃臺營業時間
  - 平日 7:30 - 18:00
  - 星期六 7:30 - 12:00
  - 假日 休息

### 月台
| 月台 | 路線                    | 方向                         | 備註                     |
| ---- | ----------------------- | ---------------------------- | ------------------------ |
| 1    | ■菊池線                 | 黑石、御代志方向             | 緊急時方折返往北熊本方向 |
| 2    | ■菊池線（直通至藤崎線） | 北熊本、藤崎宮前、上熊本方向 | 上熊本方向於北熊本轉乘   |

## 使用狀況
在2014年度，一日平均乘車人次為347人。
| 年度   | 1日平均 乘車人次 | 1日平均 上下車人次 |
| ------ | ---------------- | ------------------ |
| 2012年 |                  | 576                |
| 2013年 |                  | 625                |
| 2014年 | 347              | 654                |
| 2015年 |                  | 658                |
| 2016年 |                  | 701                |
| 2017年 |                  | 701                |
| 2018年 |                  | 600                |

## 車站周邊
- 熊本市立城北小學（日语：熊本市立城北小学校）
- 熊本市立清水中學（日语：熊本市立清水中学校）
- 陸上自衛隊北熊本駐屯地（日语：北熊本駐屯地）
- 熊本機能醫院
- 八景水谷公園
- 肥後銀行 堀川分店
- 熊本縣道37號熊本菊鹿線（日语：熊本県道37号熊本菊鹿線）
- 熊本縣道49號熊本大津線（日语：熊本県道49号熊本大津線）

## 巴士路線
堀川巴士站
- 電鐵巴士（C1、C5、C6系統）

## 站名的由來
在江戶時代，當時開挖了一條水路，由白川開挖至坪井川。該水路名為堀川，因而得名。

## 相鄰車站
熊本電氣鐵道
■菊池線
八景水谷（KD11）－堀川（KD12）－新須屋（KD13）

## 注腳
1. 1 2  電鉄電車（菊電）でのご利用 （页面存档备份，存于）（日語）（熊本熊之IC CARD）
2. ↑  電車 「駅ナンバリング」導入のお知らせ （页面存档备份，存于）（日語） - 熊本電氣鐵道，2019年8月15日，同日參閲。
3. ↑  .   [2021-05-02]. （原始内容存档于2017-09-27）.
4. ↑  国土数値情報(駅別乗降客数データ)  （页面存档备份，存于）（日語） - 國土交通省，2018年12月10日參閲
5. ↑  国土数値情報　駅別乗降客数データ  （页面存档备份，存于）（日語） - 國土交通省，2020年9月19日參閲
6. ↑   （页面存档备份，存于）（日語） - 公共交通之現狀等，2018年12月21日參閲

## 外部連結
- 堀川站 （页面存档备份，存于）（日語）（路線圖、車站情報） - 熊本電氣鐵道